# جزيرة الباطنة
جزيرة الباطنة هي إحدى الجزر الواقعة في الخليج العربي، وتتبع المنطقة الشرقية السعودية. تبلغ مساحة الجزيرة نحو 33,70 كم2 وتبعد عن الساحل بحوالي 0,7 ميل بحري.